# Sofia Corban
Sofia Corban (Drăgănești-Vlașca, 1956. augusztus 1. –) olimpiai bajnok román evezős.

## Pályafutása
Az 1984-es Los Angeles-i olimpián négypárevezősben aranyérmet szerzett társaival. 1979 és 1981 között ugyanebben a versenyszámban három világbajnoki bronzérmet nyert.

## Sikerei, díjai
- Olimpiai játékok – négypárevezős
  - aranyérmes: 1984, Los Angeles
- Világbajnokság – négypárevezős
  - bronzérmes (3): 1979, 1981, 1982